# Unite

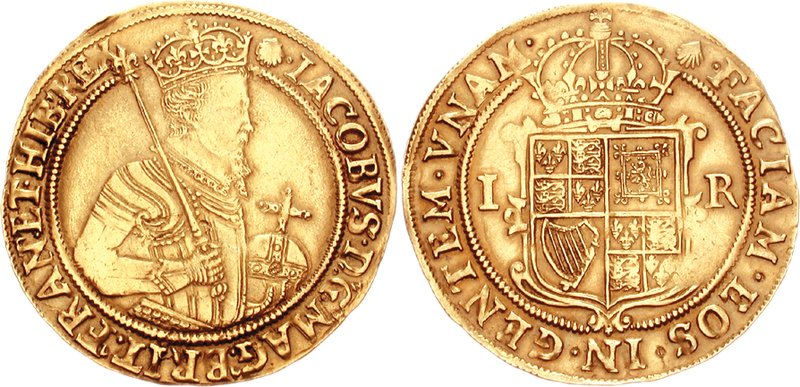
Jakob I. Unite, geprägt 1606–1607

Die Unite ist eine englische Goldmünze im Wert von 20 Schilling = 1 Pfund. Das Gewicht beträgt ca. 9 Gramm und sie hat einen Feingehalt von 916,6/1000 (22 Karat).

## Geschichte
Die Unite wurde unter der Regentschaft von König Jakob I. (James I.) zwischen 1603 und 1619 im Londoner Tower geprägt bzw. geschlagen. Da Jakob I. als Jakon VI. auch König von Schottland war, wurde dort die Unite ebenfalls geprägt. Der Schriftzug FACIAM EOS IN GENTEM UNAM (Ich werde sie zu einem Volk machen) weist auf die angestrebte Vereinigung beider Königreiche hin, die aber erst unter Königin Anne 1707 vollzogen wurde. Die Vorderseite der Münze zeigt ein viergeteiltes Wappen, auf der Rückseite ist die Büste von König Jakob zu sehen, der den Reichsapfel und ein Zepter in Händen hält.

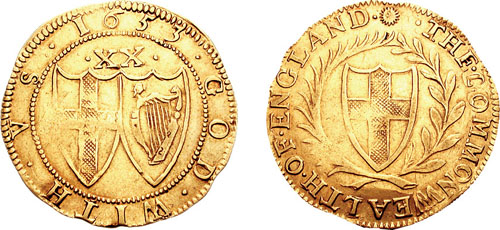
Commonwealth Unite von 1653

1619 wurde die Unite für kurze Zeit vom Laurel abgelöst, bis sie von 1625 bis 1662 unter den König Karl I., zur Zeit des Commonwealth of England und unter Karl II. nochmals geprägt wurde. Die Münze des Commonwealth of England zeigt das Wappen Englands auf der einen Seite, auf der anderen das Wappen Englands und Irlands mit der Devise GOD WITH US und der Wertangabe XX für 20 Schilling = 1 Pfund.
1663 wurde sie endgültig von der Guinee abgelöst.